# Teucholabis dampfi
Teucholabis dampfi är en tvåvingeart som beskrevs av Alexander 1927. Teucholabis dampfi ingår i släktet Teucholabis och familjen småharkrankar. Inga underarter finns listade i Catalogue of Life.